# Pyrinia chrysoclaba
Pyrinia chrysoclaba là một loài bướm đêm trong họ Geometridae.